# Neoperla signatalis
Neoperla signatalis és una espècie d'insecte plecòpter pertanyent a la família dels pèrlids.

## Descripció
- La longitud total del cos és de 8 mm i l'envergadura de les ales anteriors de 10.
- La femella adulta és groguenca clara amb les antenes i els palps de color marró groguenc, els ocels petits, el pronot amb una franja negra i ampla, les potes clares i les ales grises amb la nervadura de color gris groguenc.[3]

## Hàbitat
En el seu estadi immadur és aquàtic i viu a l'aigua dolça, mentre que com a adult és terrestre i volador.

## Distribució geogràfica
Es troba a Taiwan.